# Macquarie Pass National Park
Macquarie Pass National Park är en park i Australien. Den ligger i delstaten New South Wales, i den sydöstra delen av landet, omkring 94 kilometer sydväst om delstatshuvudstaden Sydney. Arean är 10,6 kvadratkilometer.
Närmaste större samhälle är Dapto, omkring 14 kilometer nordost om Macquarie Pass National Park. 
I omgivningarna runt Macquarie Pass National Park växer i huvudsak städsegrön lövskog. Runt Macquarie Pass National Park är det ganska tätbefolkat, med 75 invånare per kvadratkilometer. Genomsnittlig årsnederbörd är 1 352 millimeter. Den regnigaste månaden är februari, med i genomsnitt 211 mm nederbörd, och den torraste är juli, med 36 mm nederbörd.